# Roberto Roena
Roberto Roena, né le 16 janvier 1940 à Mayagüez et mort le 23 septembre 2021 à Porto Rico, est un percussionniste portoricain (également danseur et joueur de baseball), membre d'El Gran Combo de Puerto Rico,.
Il a ensuite formé au début des années 1970 un des meilleurs orchestres de salsa de Porto Rico, Roberto Roena y su Apollo Sound.
Il a été membre de la Fania All Stars, avec qui il a interprété sa composition Coro Miyare.
Avec Manu Dibango, il a créé Soul Makossa qui donnera naissance au disco.

## Biographie
Né dans le quartier de Dulces Labios à Mayagüez, Roberto Roena fait ses premiers pas dans l’art de la danse en mettant en scène des routines de danse avec son frère Cuqui dans sa ville natale. Quand Roberto eut neuf ans, sa famille s’installa à Santurce, où les frères continuèrent d’affiner leurs routines de mambo et de cha-cha-chá, ravissant leur public lors de concours de talents. Cela a conduit à leur contrat de représentations hebdomadaires dans l'émission télévisée La Taberna India sur WKAQ-TV. Pendant les émissions, le percussionniste Rafael Cortijo a vu Roberto Roena en action. Roberto Roena, en plus d'être danseur, était un talentueux joueur de percussions conga. Rafael Cortijo l'a pris sous son aile et lui a appris à jouer du bongo pour devenir le joueur de bongo de son groupe. Il a également joué au baseball à l'occasion.
Roberto Roena meurt dans son pays natal le 23 septembre 2021 à la suite d'un infarctus.

## Discographie
- Se Pone Bueno (1966)
- Apollo Sound (1969)
- Apollo Sound 2 (1970)
- Apollo Sound 3 (1971)
- Apollo Sound 4 (1972)
- Apollo Sound 5 (1973)
- Apollo Sound 6 (1974)
- Lucky 7 (1976)
- La 8.ª Maravilla (1977)
- Apollo Sound 9 (1977)
- Apollo Sound 10: El Progreso (1978)
- Que Suerte He Tenido de Nacer (1980)
- Looking Out For Número Uno (1980)
- Super Apollo 47:50 (1982)
- Afuera y Contento (1985)
- Regreso (1987)
- New Decade (1990)
- El Pueblo Pide Que Toque (1994)
- Mi Música (1996)
- Sr. Bongó (2006)